# Ferrostaal
MAN Ferrostaal é uma empresa alemã, fundada em 1920. Atualmente patrocina a equipe do Manchester City Football Club.